# Eupithecia scotica
Eupithecia scotica là một loài bướm đêm trong họ Geometridae.